# Moisdon-la-Rivière

Moisdon-la-Rivière este o comună în departamentul Loire-Atlantique, Franța. În 2009 avea o populație de 1,932 de locuitori.